# Vaxxed – Die schockierende Wahrheit!?
Vaxxed – Die schockierende Wahrheit!? ist ein US-amerikanischer Propagandafilm aus dem Jahr 2016, der behauptet, die US-amerikanische Gesundheitsbehörde CDC habe einen angeblichen Zusammenhang zwischen MMR-Impfungen und Autismus vertuscht. Variety schreibt, der Film gebe vor, die Behauptungen eines hochrangigen CDC-Wissenschaftlers zu untersuchen, der angebliche Manipulation und Vernichtung von Daten einer Studie über Autismus und den MMR-Impfstoff enthüllt haben will (“purports to investigate the claims of a senior scientist at the U.S. Centers for Disease Control and Prevention who revealed that the CDC had allegedly manipulated and destroyed data on an important study about autism and the MMR vaccine”).
Regie führte Andrew Wakefield, ein Impfgegner, dessen ärztliche Zulassung im Vereinigten Königreich entzogen worden war, nachdem schwere ethische Verfehlungen in seiner Studie zum Thema Autismus und MMR gefunden wurden.

## Aufführung
Der Film, der von Robert De Niro ausgewählt wurde, sollte auf dem Tribeca Film Festival 2016 Premiere feiern, wurde jedoch nach breiten Protesten zurückgezogen, die sich dagegen wandten, Wakefield ein Forum zu bieten, seine längst widerlegten Behauptungen weiter zu verbreiten.
Stattdessen übernahm Cinema Libre den Vertrieb, und die Filmpremiere fand am 1. April 2016 im Angelika Film Center in New York City statt, vor einigen Dutzend Zuschauern.
Die französische EU-Parlamentsabgeordnete Michèle Rivasi schlug gegen den Willen ihrer Fraktion vor, den Film im Europaparlament aufführen zu lassen; dies wurde abgelehnt.
Den deutschen Verleih übernahm Busch Media. Ein Kino in Hannover hatte eine Aufführung des Films mit anschließender Diskussion zwischen Wakefield und Fachleuten geplant. Der Geschäftsführer des Kinos gab an, die Veranstaltung jedoch aus „Sicherheitsgründen“ (nach Hasskommentaren auf Facebook und einer Bedrohung eines Kinomitarbeiters) abgesagt zu haben. Auch Karlsruhe und Kinopolis nahmen Abstand. Das vom Senat von Berlin mit rund 360.000 Euro pro Jahr bezuschusste Kino Babylon Berlin hingegen zeigte den Film im April. Auch in weiteren Kinos in Deutschland kam der Film zur Aufführung.

## Fortsetzung
Der Nachfolger Vaxxed 2 – Das Ende des Schweigens wurde in den USA Anfang November 2019 uraufgeführt. Für Deutschland war der Kinostart in etwa 30 Kinos Ende Februar 2020. Bei Vaxxed 2 werden wie beim Vorgängerfilm impfgegnerische und wissenschaftlich widerlegte Behauptungen gezeigt. Einer der Produzenten ist der Impfgegner Robert Francis Kennedy junior.